# Ґраціліїні
Ґрацілії́ні (лат. Graciliini Mulsant, 1839) — триба жуків у підродині Церамбіціни (родина Вусачі), яка налічує близько 20 родів, розповсюджених на всіх континентах за винятком Австралії та Антарктиди. Найвище різноманіття триби припадає на Вест Індію та Мадаґаскар. До Австралії завезений один вид — Ґрацілія мала (Gracilia minuta (Fabricius, 1781), який також інтродукований у Південній Америці та на східному узбережжі Північної Америки.

## Найбільші роди
- Caribbomerus Vitali, 2003
- Linopteridius Fairmaire in Breuning & Villiers 1958